# Alice Playten
Alice Playten est une actrice américaine née Alice Plotkin le 28 août 1947 à New York, (États-Unis) et morte dans cette ville le 25 juin 2011.

## Biographie
Née Alice Plotkin à New York, Playten commence sa carrière au Broadway Theatre dans Gypsy en 1959. Ses autres rôles à Broadway incluent Oliver!, Henry, Sweet Henry (en), Hello, Dolly!, Rumors (en), Seussical (en), et Caroline, or Change (en).
Au cinéma, elle joue notamment dans Ladybug Ladybug (en), L'Amour en équation et Legend. Elle portait un lourd maquillage et des prothèses dans Legend afin de dépeindre le caractère de « Blixx », un séide majeur du Seigneur des Ténèbres. Dans ce même film, elle a également doublé la voix de « Gump ». Elle a fait un travail de voix dans plusieurs films d'animation, dont Félix le chat, le film, Métal hurlant, Doug, Doug, le film et Mon petit poney, le film.
Elle fait de nombreuses apparitions à la télévision dans des séries telles que Frasier, New York, police judiciaire, New York 911, et As the World Turns, entre autres.

## Décès
Elle décède le 25 juin 2011 à l'hôpital Sloan -Kettering à Manhattan d'une insuffisance cardiaque, étant atteinte depuis son enfance de diabète juvénile compliqué par un cancer du pancréas. Elle était âgée de 63 ans.

## Filmographie

### comme actrice
- 1963 : Ladybug Ladybug : Harriet
- 1971 : Who Killed Mary What's 'Er Name? : Della
- 1973 : Lemmings (vidéo) : Goldie Oldie / Others
- 1975 : The Lost Saucer (série télévisée) : Alice
- 1976 : The Krofft Supershow (série télévisée) : Alice (in 'The Lost Saucer')
- 1978 : Disco Beaver from Outer Space (TV)
- 1979 : California Dreaming : Corrine
- 1980 : The Pirates of Penzance (TV) : Edith Stanley
- 1981 : Métal hurlant (Heavy Metal) : Gloria (voix)
- 1982 : Amityville 2: Le Damné (Amityville II: The Possession) : Demons' Voice (voix)
- 1985 : Legend : Blix
- 1986 : Mon petit poney (My Little Pony: The Movie) : Baby Lickety Split / Bushwoolie #1 (voix)
- 1989 : Félix le chat, le film (Felix the Cat: The Movie (voix)
- 1990 : Petronella : Princess / Queen (voix)
- 1993 : Le Concierge du Bradbury (For Love or Money) : Mrs. Prissilla Bailey
- 1994 : The Cosby Mysteries (TV) : Oona Dowd
- 1994 : L'Amour en équation (I.Q.) : Gretchen
- 1996 : Les Nouvelles aventures de Doug ("Brand Spanking New! Doug") (série TV) : Beebe Bluff / Elmo the A.V. Nerd (voix)
- 1996 : MURDER and murder : Alice
- 1998 : Pants on Fire : Marriage Counselor
- 1999 : Pioneer 12 : Mother
- 1999 : Doug, le film (Doug's 1st Movie) : Beebe Bluff / Elmo (voix)
- 2005 : As the World Turns (série TV) : Mrs. Lovejoy
- 2006 : The Book of Daniel (série TV) : Francesca
- 2009 : Mon babysitter (The Rebound) : Sensei Dana

### comme compositrice
- 1978 : Disco Beaver from Outer Space (TV)

## Récompenses et nominations

### Récompenses
- 1968 : Theatre World Award pour Henry, Sweet Henry
- 1973 : Obie Award pour une performance d'actrice exceptionnelle (Obie Award for Distinguished Performance by an Actress (en)) pour National Lampoon Lemmings (en)[3]
- 1994 : Obie Award pour une performance d'actrice exceptionnelle pour First Lady Suite (en)[4]

### Nominations
- 1968 : Tony Award de la meilleure actrice dans une comédie musicale pour Henry, Sweet Henry
- 1989 : Drama Desk Award de la meilleure actrice dans une pièce de théâtre pour Spoils of War